# Challenge Cup 2013-2014 (pallamano maschile)
La EHF Challenge Cup 2013-2014 è la 20ª edizione del torneo.